# Xã Rhame, Quận Bowman, Bắc Dakota
Xã Rhame (tiếng Anh: Rhame Township) là một xã thuộc quận Bowman, tiểu bang Bắc Dakota, Hoa Kỳ. Năm 2010, dân số của xã này là 27 người.